# Blue Mountain (Arkansas)
Blue Mountain – miasto w Stanach Zjednoczonych, w stanie Arkansas, w hrabstwie Logan.